# Zvonimir Boban
Zvonimir Boban (Imotski, Yugoslavia, 8 de octubre de 1968) es un exfutbolista croata. Habitualmente jugaba como mediocampista y se hizo mundialmente famoso en el AC Milan, donde al mismo tiempo se convirtió en el primer croata en jugar en ese equipo.

## Trayectoria
Comenzó su carrera en el Dinamo Zagreb y fue parte del equipo juvenil de Yugoslavia que se consagró campeón en la Copa Mundial de Fútbol Juvenil de 1987. Fue escogido el segundo mejor jugador del certamen junto a su dos compatriotas croatas en el podio, Robert Prosinečki escogido el mejor jugador del mundial, además del segundo goleador del torneo, la futura estrella mundial Davor Suker, con los que más adelante le daría muchas alegrías a su nación de origen Croacia. Tras la independencia de Croacia, Boban pasó a jugar para esa selección a fines de 1990.
Fue protagonista en los tristes incidentes acaecidos antes del comienzo de la guerra de Yugoslavia. Se disputaba el derbi de Dinamo Zagreb vs Estrella Roja hubo altercados en la grada, muchos de los policías eran serbios enviados especialmente dispuestos a reprimir a los hinchas croatas, y Boban al ver como un agente golpeaba indiscriminadamente a un seguidor, atacó con toda su furia al guardia serbio con una patada voladora. Este hecho aislado representó para mucha gente el preludio de la guerra y desde ese momento, Boban fue considerado como un héroe nacional croata, idea que él reforzaría afirmando: «Ahí estaba yo, una cara pública preparada para arriesgar mi vida, mi carrera, todo lo que la fama puede comprar, todo por un ideal, por una causa: la causa croata». Fue suspendido 6 meses de la práctica del fútbol. Con el tiempo se supo que el agente agredido era un bosnio musulmán, que públicamente perdonó a Boban.
En 1991 fue fichado por el Bari, de la Serie A italiana, donde dio cátedra de buen fútbol en el que jugó una sola temporada antes de llegar a un grande de Europa el AC Milan, club con el que mostró toda su calidad y gran juego, consiguió 4 títulos del Calcio y una Champions League en 9 temporadas.
En 2001 se fue cedido al Celta de Vigo, que fue su último club, ya que decidió retirarse el 15 de octubre de 2002, con 34 años recién cumplidos para luego regresar a su natal Croacia para estudiar, licenciándose en Historia por la Universidad de Zagreb.
En la actualidad, ocasionalmente es comentarista de la televisión croata e italiana. También es profesor de historia croata en una escuela en Zagreb.

## Selección nacional
Ha sido internacional 7 veces con la Selección de fútbol de Yugoslavia marcando un gol. A partir de fines 1990 cuando acabó su suspensión, se enroló en el independiente equipo croata recién formado, siendo internacional 51 veces con la Selección de fútbol de Croacia marcando 12 goles. Consiguió el tercer lugar en la Copa Mundial de Fútbol de 1998 con Croacia, siendo el capitán y una de las figuras del mejor equipo croata.

### Participaciones en Copas del Mundo
| Mundial                        | Sede    | Resultado    | Partidos | Goles | Prom. |
| ------------------------------ | ------- | ------------ | -------- | ----- | ----- |
| Copa Mundial de Fútbol de 1998 | Francia | Tercer lugar | 6        | 2     | 0.33  |

### Participaciones en Eurocopas
| Eurocopa                | Sede       | Resultado        | Partidos | Goles | Prom. |
| ----------------------- | ---------- | ---------------- | -------- | ----- | ----- |
| Eurocopa de fútbol 1996 | Inglaterra | Cuartos de final | 4        | 1     | 0.25  |

## Clubes
| Club          | País       | Año         |
| ------------- | ---------- | ----------- |
| Dinamo Zagreb | Yugoslavia | 1985 - 1991 |
| AS Bari       | Italia     | 1991 - 1992 |
| AC Milan      | Italia     | 1992 - 2001 |
| Celta de Vigo | España     | 2001 - 2002 |

## Palmarés

### Campeonatos nacionales
| Título              | Club     | País   | Año     |
| ------------------- | -------- | ------ | ------- |
| Supercopa de Italia | AC Milan | Italia | 1992    |
| Serie A             | AC Milan | Italia | 1992-93 |
| Supercopa de Italia | AC Milan | Italia | 1993    |
| Supercopa de Italia | AC Milan | Italia | 1994    |
| Serie A             | AC Milan | Italia | 1993-94 |
| Serie A             | AC Milan | Italia | 1995-96 |
| Serie A             | AC Milan | Italia | 1998-99 |

### Copas internacionales
| Título                       | Club                    | País   | Año  |
| ---------------------------- | ----------------------- | ------ | ---- |
| Mundial Juvenil de 1987      | Selección de Yugoslavia | Chile  | 1987 |
| Liga de Campeones de la UEFA | AC Milan                | Atenas | 1994 |
| Supercopa de Europa          | AC Milan                | Milán  | 1994 |

(*) Incluyendo la Selección

### Distinciones individuales
| Distinción                                         | Año  |
| -------------------------------------------------- | ---- |
| Balón de Plata de la Copa Mundial de Fútbol Sub-20 | 1987 |
| Futbolista Croata del Año                          | 1991 |
| Futbolista Croata del Año                          | 1999 |

## Condecoraciones
| Distinción                                           | Año  |
| ---------------------------------------------------- | ---- |
| Orden de Danica Hrvatska con la cara de Franjo Bučar | 1995 |
| Orden del Trébol Croata                              | 1998 |